# La Liga
Giải bóng đá vô địch quốc gia Tây Ban Nha (Campeonato Nacional de Liga de Primera División), thường được biết đến là Primera División hoặc La Liga, và chính thức được gọi là LALIGA EA Sports từ năm 2023 vì lý do tài trợ, là hạng đấu bóng đá chuyên nghiệp nam hàng đầu của hệ thống các giải bóng đá Tây Ban Nha. Được quản lý bởi Liga Nacional de Fútbol Profesional (LFP), giải đấu được tranh tài bởi 20 đội.
Kể từ khi thành lập, có tổng cộng 62 đội đã thi đấu tại La Liga. Chín đội đã lên ngôi vô địch, trong đó Barcelona vô địch La Liga đầu tiên và Real Madrid vô địch nhiều lần nhất với 36 lần. Trong những năm 1940, Valencia, Atlético Madrid và Barcelona nổi lên như những câu lạc bộ mạnh nhất, giành được nhiều danh hiệu. Real Madrid và Barcelona thống trị chức vô địch trong những năm 1950, mỗi đội giành bốn chức vô địch La Liga trong suốt thập kỷ. Trong những năm 1960 và 1970, Real Madrid thống trị La Liga, giành được 14 danh hiệu, trong khi Atlético Madrid giành được 4 danh hiệu. Trong những năm 1980 và 1990, Real Madrid nổi bật ở La Liga, nhưng các câu lạc bộ xứ Basque là Athletic Club (Athletic Bilbao) và Real Sociedad cũng có được thành công riêng, mỗi đội giành được hai chức vô địch Liga. Từ những năm 1990 trở đi, Barcelona đã thống trị La Liga, giành được 17 danh hiệu cho đến nay. Mặc dù Real Madrid rất nổi bật, giành được 10 danh hiệu, nhưng La Liga cũng chứng kiến những nhà vô địch khác, bao gồm Atlético Madrid, Valencia và Deportivo La Coruña.
Tính đến  năm 2024/25, La Liga được xếp hạng thứ ba trong Bảng xếp hạng hệ số UEFA dựa trên thành tích tại các giải đấu châu Âu trong năm mùa giải gần nhất, sau Premier League của Anh và Serie A của Ý. La Liga là giải đấu hàng đầu châu Âu trong bảy năm từ 2013 đến 2019 và dẫn đầu châu Âu trong 22 trong số 60 năm xếp hạng cho đến năm 2019, nhiều hơn bất kỳ quốc gia nào khác. Nó cũng đã sản sinh ra câu lạc bộ được xếp hạng hàng đầu châu lục nhiều lần (22) hơn bất kỳ giải đấu nào khác trong thời kỳ đó, nhiều hơn gấp đôi so với đội xếp thứ hai là Serie A (Ý), bao gồm câu lạc bộ hàng đầu ở 10 trong số 11 mùa giải từ 2009 đến 2019; Mỗi đỉnh cao này đều do Barcelona hoặc Real Madrid đạt được. Các câu lạc bộ La Liga giành được nhiều danh hiệu UEFA Champions League (20), UEFA Europa League (14), UEFA Super Cup (16) và FIFA Club World Cup (8) nhất, đồng thời các cầu thủ của họ đã tích lũy được số lượng giải thưởng Ballon d'Or cao nhất (24), Cầu thủ nam FIFA xuất sắc nhất (19) và giải thưởng Giải thưởng Cầu thủ nam xuất sắc nhất năm của UEFA (12).
La Liga là một trong những giải đấu thể thao chuyên nghiệp phổ biến nhất trên toàn cầu, với số người dự khán trung bình là 26.933 cho các trận đấu trong mùa giải 2018–19. Đây là giải đấu cao thứ tám trong số các giải đấu thể thao chuyên nghiệp trong nước trên thế giới và cao thứ ba trong số các giải đấu bóng đá của hiệp hội chuyên nghiệp trên thế giới, sau Bundesliga và Premier League, và cao hơn hai giải đấu còn lại, được gọi là "Big Five" các giải đấu châu Âu, Serie A và Ligue 1. La Liga cũng là giải đấu thể thao chuyên nghiệp giàu có thứ bảy trên thế giới tính theo doanh thu, xếp sau NFL, MLB, NBA, Premier League, NHL và Bundesliga.
Từ năm 2008 đến 2016, giải được tài trợ bởi Banco Bilbao Vizcaya Argentaria và được gọi là Liga BBVA. Sau đó, từ năm 2016 đến năm 2023, giải được Banco Santander tài trợ và được gọi là LaLiga Santander. Kể từ năm 2023, La Liga được tài trợ bởi Electronic Arts và được gọi là LaLiga EA Sports.

## Thể thức thi đấu
Thể thức thi đấu của giải là thể thức vòng tròn đôi thông thường. Trong suốt một mùa giải, kéo dài từ tháng 8 đến tháng 5 năm sau, mỗi câu lạc bộ thi đấu với các câu lạc bộ khác hai lần, một lần trên sân nhà và một lần trên sân khách, trong 38 trận đấu. Các đội nhận được ba điểm cho một trận thắng, một điểm cho một trận hòa và không có điểm nào cho một trận thua. Các đội được xếp hạng theo tổng số điểm, với câu lạc bộ có thứ hạng cao nhất sẽ lên ngôi vô địch vào cuối mùa giải.

### Thăng hạng và xuống hạng
Một hệ thống thăng hạng và xuống hạng tồn tại giữa Primera División (La Liga) và Segunda División. Ba đội có vị trí thấp nhất ở La Liga sẽ xuống hạng Segunda División, được thay thế bởi ba đội ở Segunda División, trong đó hai đội đứng đầu được lên hạng trực tiếp và một đội lên hạng sau loạt trận play-off giữa các câu lạc bộ xếp thứ ba, thứ tư, thứ năm và thứ sáu. Dưới đây là bản ghi đầy đủ về số lượng đội bóng đã thi đấu trong mỗi mùa giải trong suốt lịch sử của giải đấu;
| Giai đoạn (theo năm) | Số lượng câu lạc bộ |
| -------------------- | ------------------- |
| 1929–1934            | 10 câu lạc bộ       |
| 1934–1941            | 12 câu lạc bộ       |
| 1941–1950            | 14 câu lạc bộ       |
| 1950–1971            | 16 câu lạc bộ       |
| 1971–1987            | 18 câu lạc bộ       |
| 1987–1995            | 20 câu lạc bộ       |
| 1995–1997            | 22 câu lạc bộ       |
| 1997–nay             | 20 câu lạc bộ       |

### Quy tắc hòa giải
Nếu số điểm giữa hai hoặc nhiều câu lạc bộ bằng nhau, các quy tắc là:
- Nếu tất cả các câu lạc bộ tham gia đã thi đấu với nhau hai lần:
  - Nếu tỷ số hòa giữa hai câu lạc bộ, thì tỷ số hòa được tính bằng hiệu số bàn thắng bại đối đầu cho các câu lạc bộ đó (không có luật bàn thắng sân khách).
  - Nếu tỷ số hòa giữa hơn hai câu lạc bộ, thì tỷ số hòa được tính theo các trận đấu mà các câu lạc bộ đã thi đấu với nhau:
    - a) điểm đối đầu
    - b) hiệu số bàn thắng bại
- Nếu trận đấu hai lượt giữa tất cả các câu lạc bộ tham gia không được diễn ra, hoặc tỷ số hòa không bị phá vỡ theo các quy tắc ở trên, thì trận đấu bị phá vỡ bằng cách sử dụng:
  - a) hiệu số bàn thắng bại
  - b) tổng số bàn thắng được ghi
- Nếu hòa vẫn không bị phá vỡ, người chiến thắng sẽ được xác định theo thang điểm Fair Play.[12] Đó là:
  - thẻ vàng, 1 điểm
  - nhân đôi thẻ vàng/trục xuất, 2 điểm
  - thẻ đỏ trực tiếp, 3 điểm
  - đình chỉ hoặc truất quyền huấn luyện viên, giám đốc điều hành hoặc nhân viên câu lạc bộ khác (quyết định ngoài trọng tài), 5 điểm
  - hành vi sai trái của cổ động viên: nhẹ 5 điểm, nghiêm trọng 6 điểm, rất nghiêm trọng 7 điểm
  - đóng cửa sân vận động, 10 điểm
  - nếu Hội đồng cạnh tranh loại bỏ một hình phạt, điểm cũng bị loại bỏ
- Nếu vẫn không hòa thì sẽ giải quyết bằng một trận đấu bù ở sân trung lập.

### Vòng loại cho các giải đấu châu Âu

#### Tiêu chí hiện tại
Bốn đội hàng đầu La Liga đủ điều kiện tham dự vòng đấu hạng UEFA Champions League mùa giải tiếp theo. Đội vô địch Champions League và Europa League cũng đủ điều kiện tham dự vòng đấu hạng UEFA Champions League mùa giải tiếp theo.
Đội đứng thứ 5 tại La Liga và đội vô địch Copa del Rey đủ điều kiện tham dự vòng đấu hạng UEFA Europa League, đội đứng thứ 6 La Liga đủ điều kiện tham dự vòng play-off UEFA Conference League mùa giải tiếp theo.
Nếu đội vô địch Copa del Rey kết thúc mùa giải ở 5 vị trí dẫn đầu La Liga thì suất tham dự này sẽ chuyển cho đội đứng thứ 6 La Liga. Và vì vậy đội đứng thứ 7 sẽ tham dự vòng play-off Conference League.
Số suất được phân bổ cho các câu lạc bộ Tây Ban Nha trong các giải đấu của UEFA phụ thuộc vào vị trí của một quốc gia trong hệ số quốc gia của UEFA, được tính toán dựa trên thành tích của các đội trong các giải đấu của UEFA trong 5 năm trước đó. Tính đến cuối mùa giải 2023–24, thứ hạng của Tây Ban Nha (và de facto La Liga) là thứ hai.

## Lịch sử

### Thành lập
Vào tháng 4 năm 1928, José María Acha, giám đốc của Getxo, lần đầu tiên đề xuất ý tưởng về một giải đấu quốc gia ở Tây Ban Nha. Sau nhiều cuộc tranh luận về quy mô của giải đấu và đội sẽ tham gia, Liên đoàn bóng đá Hoàng gia Tây Ban Nha cuối cùng đã đồng ý về mười đội sẽ thành lập Primera División đầu tiên vào năm 1929. Barcelona, Real Madrid, Athletic Club, Real Sociedad, Getxo, và Real Unión đều được chọn là những đội vô địch Copa del Rey trước đó. Atlético Madrid, Espanyol, và Europa vượt qua vòng loại với tư cách á quân Copa del Rey và Racing de Santander vượt qua vòng loại trực tiếp. Chỉ có ba trong số các câu lạc bộ sáng lập (Real Madrid, Barcelona và Câu lạc bộ thể thao) chưa bao giờ bị xuống hạng khỏi Primera División.

### Thập niên 1930: Sự nổi trội của Athletic Club
Mặc dù Barcelona đã giành được chức vô địch Liga đầu tiên vào năm 1929 và Real Madrid đã giành được những danh hiệu đầu tiên của họ vào năm 1932 và 1933, nhưng chính Câu lạc bộ thể thao đã giúp họ sớm giành được Primera División vào các năm 1930, 1931, 1934 và 1936. Họ cũng là á quân vào các năm 1932 và 1933. Năm 1935, Real Betis, khi đó được gọi là Betis Balompié, đã giành được danh hiệu duy nhất cho đến nay. Primera División bị đình chỉ trong Nội chiến Tây Ban Nha.
Năm 1937, các đội ở khu vực Cộng hòa của Tây Ban Nha, ngoại trừ đáng chú ý là hai câu lạc bộ Madrid, thi đấu tại Giải Địa Trung Hải và Barcelona đã trở thành nhà vô địch. Bảy mươi năm sau, vào ngày 28 tháng 9 năm 2007, Barcelona yêu cầu Liên đoàn bóng đá Hoàng gia Tây Ban Nha (viết tắt tiếng Tây Ban Nha RFEF) công nhận danh hiệu đó là một danh hiệu Liga. Hành động này được thực hiện sau khi RFEF được yêu cầu công nhận chức vô địch Copa de la España Libre của Levante FC tương đương với danh hiệu Copa del Rey. Tuy nhiên, cơ quan quản lý của bóng đá Tây Ban Nha vẫn chưa đưa ra quyết định rõ ràng.

### Thập niên 1940: Atlético Madrid, Barcelona và Valencia nổi lên
| Mùa giải                                                  | ATM | BAR | BIL | SEV | VAL |
| --------------------------------------------------------- | --- | --- | --- | --- | --- |
| 1939–40                                                   | 1   | 9   | 3   | 2   | 8   |
| 1940–41                                                   | 1   | 4   | 2   | 5   | 3   |
| 1941–42                                                   | 3   | 12  | 7   | 6   | 1   |
| 1942–43                                                   | 8   | 3   | 1   | 2   | 7   |
| 1943–44                                                   | 2   | 6   | 10  | 3   | 1   |
| 1944–45                                                   | 3   | 1   | 6   | 10  | 5   |
| 1945–46                                                   | 7   | 2   | 3   | 1   | 6   |
| 1946–47                                                   | 3   | 4   | 2   | 6   | 1   |
| 1947–48                                                   | 3   | 1   | 6   | 5   | 2   |
| 1948–49                                                   | 4   | 1   | 6   | 8   | 2   |
| 1949–50                                                   | 1   | 5   | 6   | 10  | 3   |
| TỎNG CỘNG                                                 | 3   | 3   | 1   | 1   | 3   |
| Top ba                                                    | 8   | 4   | 5   | 4   | 7   |
| Vô đich quốc gia Copa del Rey Cú đúp La Liga/Copa del Rey |     |     |     |     |     |

Khi Primera División hoạt động trở lại sau Nội chiến Tây Ban Nha, Atlético Aviación (ngày nay là Atlético Madrid), Valencia và FC Barcelona nổi lên như những câu lạc bộ mạnh nhất. Atlético chỉ được trao một suất trong mùa giải 1939–40 để thay thế cho Real Oviedo, đội đã bị hư hại trong chiến tranh. Câu lạc bộ sau đó đã giành được chức vô địch Liga đầu tiên và giữ nó vào năm 1941. Trong khi các câu lạc bộ khác mất cầu thủ vì lưu đày, hành quyết và thương vong trong chiến tranh, đội Atlético được củng cố bằng sự hợp nhất. Đội hình trẻ trước chiến tranh của Valencia vẫn còn nguyên vẹn và trong những năm sau chiến tranh đã trưởng thành thành những nhà vô địch, giành được ba chức vô địch Liga vào các năm 1942, 1944 và 1947. Họ cũng là á quân vào các năm 1948 và 1949. Sevilla cũng có một kỷ nguyên vàng ngắn ngủi, kết thúc với vị trí á quân vào các năm 1940 và 1942 trước khi giành danh hiệu duy nhất cho đến nay vào năm 1946.
Trong khi đó, bên kia Tây Ban Nha, FC Barcelona bắt đầu nổi lên như một thế lực dưới thời huyền thoại Josep Samitier. Là một cầu thủ bóng đá người Tây Ban Nha cho cả Barcelona và Real Madrid, Samitier đã củng cố di sản của mình với Barcelona. Trong sự nghiệp thi đấu của mình với Barcelona, anh ấy đã ghi được 133 bàn thắng, giành chức vô địch La Liga đầu tiên và 5 Copa Del Rey. Năm 1944, Samitier trở lại Barcelona với tư cách là một huấn luyện viên và hướng dẫn họ giành chức vô địch La Liga thứ hai vào năm 1945. Dưới thời Samitier và các cầu thủ huyền thoại César Rodríguez, Josep Escolà, Estanislau Basora và Mariano Gonzalvo, Barcelona đã thống trị La Liga vào cuối những năm 1940, liên tiếp vô địch La Liga vào các năm 1948 và 1949. Những năm 1940 là một mùa giải thành công của Barcelona, giành ba chức vô địch La Liga và một Copa Del Rey, nhưng những năm 1950 đã chứng tỏ là một thập kỷ thống trị, không chỉ của Barcelona mà còn của Real Madrid.

### Thập niên 1950: FC Barcelona tiếp tục thành công nhưng Real Madrid trỗi dậy

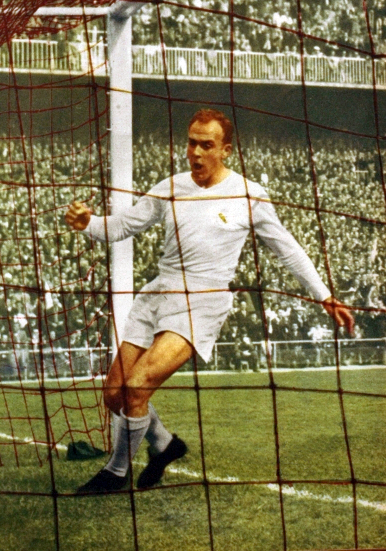
Cầu thủ Argentina nhập tịch Alfredo Di Stéfano là một phần của đội bóng thống trị Real Madrid trong những năm 1950

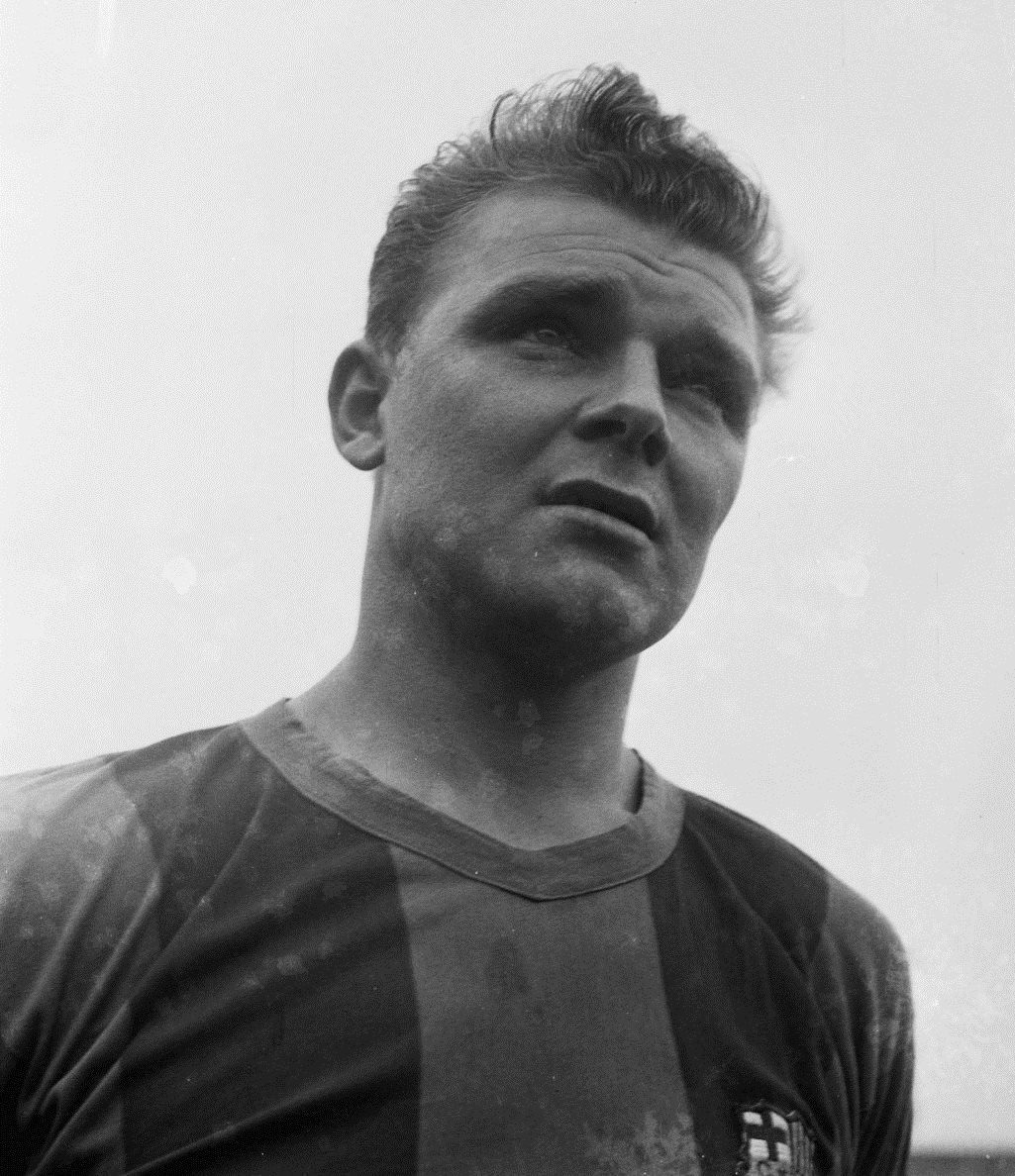
Trong những năm 1950, László Kubala là thành viên hàng đầu của Barcelona, ghi 194 bàn sau 256 lần ra sân.

Mặc dù Atlético Madrid, trước đây được gọi là Atlético Aviación, là nhà vô địch vào năm 1950 và 1951 dưới sự dẫn dắt của catenaccio Helenio Herrera, những năm 1950 tiếp tục thành công mà FC Barcelona có được vào cuối những năm 1940 sau khi họ liên tiếp giành được các danh hiệu La Liga. Trong thập kỷ này, kỷ nguyên vàng đầu tiên của Barcelona đã xuất hiện. Dưới sự dẫn dắt của huấn luyện viên Ferdinand Daučík, FC Barcelona đã giành được cú đúp liên tiếp, vô địch La Liga và Copa Del Rey vào năm 1952 và 1953. Năm 1952, FC Barcelona một lần nữa làm nên lịch sử khi giành được 5 danh hiệu đặc biệt trong một năm. Đội này bao gồm László Kubala, Mariano Gonzalvo, César Rodríguez và Joan Segarra đã vô địch La Liga, Copa Del Rey, Copa Eva Duarte (tiền thân của Siêu cúp Tây Ban Nha), Cúp bóng đá La-tinh và Copa Martini & Rossi. Thành công của họ trong việc giành được năm chiếc cúp trong một năm đã mang lại cho họ cái tên 'L'equip de les cinc Copes' hay Đội của Năm chiếc Cúp. Vào cuối những năm 1950, dưới sự dẫn dắt của Helenio Herrera và có sự góp mặt của Luis Suárez, Barcelona lại giành chiến thắng trong set đấu thứ ba tại La Liga, họ vô địch vào các năm 1959 và 1960. Năm 1959, FC Barcelona cũng giành được một cú đúp La Liga / Copa Del Rey khác, vượt qua ba cú đúp vào những năm 1950.
Những năm 1950 cũng chứng kiến sự khởi đầu của sự thống trị của Real Madrid. Trong suốt những năm 1930 đến những năm 1950, có những giới hạn nghiêm ngặt đối với các cầu thủ nước ngoài. Trong hầu hết các trường hợp, các câu lạc bộ chỉ có thể có ba cầu thủ nước ngoài trong đội của họ, nghĩa là ít nhất tám cầu thủ địa phương phải thi đấu trong mỗi trận đấu. Tuy nhiên, trong những năm 1950, những quy tắc này đã bị phá vỡ bởi Real Madrid, người đã nhập tịch Alfredo Di Stéfano và Ferenc Puskás. Di Stéfano, Puskás, Raymond Kopa và Francisco Gento đã trở thành hạt nhân của đội Real Madrid thống trị nửa sau của những năm 1950. Real Madrid vô địch La Liga lần thứ ba vào năm 1954 — lần đầu tiên kể từ năm 1933 — và giữ danh hiệu này vào năm 1955. Năm 1956, Câu lạc bộ Athletic giành chức vô địch La Liga lần thứ sáu, nhưng Real Madrid lại vô địch La Liga vào năm 1957 và 1958. Thập niên 1950 cũng chứng kiến Real Madrid thống trị Cúp C1 châu Âu mới được thành lập, càn quét năm mùa giải đầu tiên.
Nhìn chung, Barcelona và Real Madrid mỗi bên đã giành được 4 chức vô địch La Liga trong những năm 50, trong đó Atlético Madrid giành được hai chức vô địch Liga và Câu lạc bộ thể thao giành được một chức vô địch trong thập kỷ này.

### Thập niên 1960–1970: Sự vượt trội của Real Madrid
Real Madrid thống trị La Liga từ năm 1960 đến 1980, lên ngôi vô địch 14 lần. Real Madrid đã giành được năm danh hiệu La Liga liên tiếp từ năm 1961 đến năm 1965 cũng như giành được ba cú đúp từ năm 1960 đến năm 1980. Trong suốt những năm 1960 và 1970, chỉ có Atlético Madrid là thách thức lớn đối với Real Madrid. Atlético Madrid đã 4 lần lên ngôi vô địch La Liga vào các năm 1966, 1970, 1973 và 1977. Atlético Madrid cũng về nhì vào các năm 1961, 1963 và 1965. Năm 1971, Valencia giành chức vô địch La Liga lần thứ tư vào năm 1971 dưới thời Alfredo Di Stéfano, và Barcelona lấy cảm hứng từ Johan Cruyff đã giành La Liga thứ chín vào năm 1974.

### Thập niên 1980: Real Madrid thống trị nhưng các CLB xứ Basque phá vỡ sự độc tôn của họ
Sự độc tôn của Real Madrid tại La Liga đã bị gián đoạn đáng kể vào những năm 1980. Mặc dù Real Madrid đã giành được 5 chức vô địch La Liga khác liên tiếp từ 1986 đến 1990 dưới sự xuất sắc của Emilio Butragueño và Hugo Sánchez, các câu lạc bộ xứ Basque là Real Sociedad và Athletic Club cũng thống trị thập niên 1980. Real Sociedad liên tiếp vô địch La Liga vào các năm 1981 và 1982, sau khi để đội về nhì là Real Madrid cả hai lần. Các chức vô địch của họ được theo sau bởi câu lạc bộ đồng hương xứ Basque là Athletic Club, đội đã giành được các danh hiệu liên tiếp vào các năm 1983 và 1984, cùng với Athletic Club giành cú đúp La Liga và Copa Del Rey lần thứ năm vào năm 1984. Barcelona giành chức vô địch La Liga thứ mười vào năm 1985 dưới thời huấn luyện viên Terry Venables, chức vô địch La Liga đầu tiên của họ kể từ năm 1974.

### Thập niên 1990: Đội hình trong mơ của Barcelona

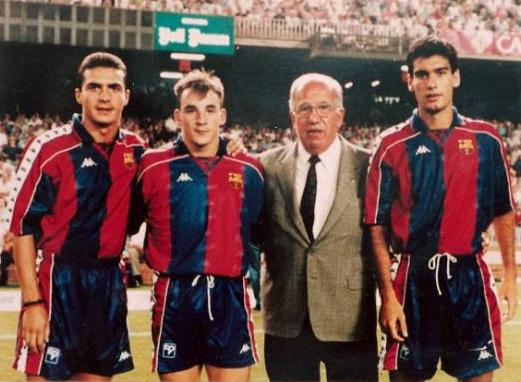
Những học viên tốt nghiệp La Masia Guillermo Amor, Albert Ferrer và Pep Guardiola.

Johan Cruyff trở lại Barcelona với tư cách là huấn luyện viên vào năm 1988, và tập hợp Đội hình trong mơ huyền thoại. Khi Cruyff dẫn dắt Barcelona, họ chỉ giành được 2 chức vô địch La Liga trong 20 năm qua. Cruyff quyết định xây dựng một đội gồm các ngôi sao quốc tế và những người tốt nghiệp La Masia để khôi phục Barcelona về những ngày huy hoàng trước đây của họ. Đội này được thành lập bởi các ngôi sao quốc tế Romário, Michael Laudrup, Hristo Stoichkov và Ronald Koeman. Đội hình trong mơ của Cruyff cũng bao gồm những cầu thủ tốt nghiệp La Masia Pep Guardiola, Albert Ferrer, và Guillermo Amor, cũng như người Tây Ban Nha Andoni Zubizarreta.
Johan Cruyff đã thay đổi cách chơi bóng đá hiện đại, và kết hợp các nguyên tắc của 'Bóng đá tổng lực' vào đội này. Thành công của bóng đá kiểm soát bóng là một cuộc cách mạng, và đội bóng của Cruyff đã giành được Cúp C1 châu Âu đầu tiên trong 1992 và bốn chức vô địch La Liga liên tiếp từ năm 1991 đến 1994. Tổng cộng, Cruyff đã giành được 11 danh hiệu trong 8 năm, khiến ông trở thành huấn luyện viên thành công nhất trong lịch sử của Barcelona cho đến khi kỷ lục bị phá vỡ bởi học trò cưng của ông là Pep Guardiola hai thập kỷ sau đó.
Chuỗi danh hiệu của Barcelona kết thúc với việc Real Madrid vô địch La Liga năm 1995. Atlético Madrid giành chức vô địch La Liga thứ chín vào năm 1996, cũng như cú đúp Liga/Copa Del Rey duy nhất của họ, trước khi Real Madrid thêm một chức vô địch khác vào năm 1997. Sau thành công của Cruyff, một người Hà Lan khác – huấn luyện viên Ajax, Louis van Gaal – đến Camp Nou, và với tài năng của Luís Figo, Luis Enrique, và Rivaldo, Barcelona đã giành danh hiệu La Liga vào các năm 1998 và 1999, bao gồm cú đúp thứ tư của họ là Liga và Copa Del Rey vào năm 1998. Nhìn chung, Barcelona đã giành được sáu La Liga danh hiệu trong những năm 1990.

### Thập niên 2000: Sự tái xuất của Real Madrid, Barcelona và Valencia
| 2000–01                                                   | 4  | 1  |
| 2001–02                                                   | 4  | 3  |
| 2002–03                                                   | 6  | 1  |
| 2003–04                                                   | 2  | 4  |
| 2004–05                                                   | 1  | 2  |
| 2005–06                                                   | 1  | 2  |
| 2006–07                                                   | 2  | 1  |
| 2007–08                                                   | 3  | 1  |
| 2008–09                                                   | 1  | 2  |
| 2009–10                                                   | 1  | 2  |
| 2010–11                                                   | 1  | 2  |
| 2011–12                                                   | 2  | 1  |
| 2012–13                                                   | 1  | 2  |
| 2013–14                                                   | 2  | 3  |
| 2014–15                                                   | 1  | 2  |
| 2015–16                                                   | 1  | 2  |
| 2016–17                                                   | 2  | 1  |
| 2017–18                                                   | 1  | 3  |
| 2018–19                                                   | 1  | 3  |
| 2019–20                                                   | 2  | 1  |
| 2020–21                                                   | 3  | 2  |
| 2021–22                                                   | 2  | 1  |
| 2022–23                                                   | 1  | 2  |
| TỎNG CỘNG                                                 | 11 | 8  |
| Top ba                                                    | 20 | 21 |
| Vô địch quốc gia Copa del Rey Cú đúp La Liga/Copa del Rey |    |    |

Thế kỷ 21 tiếp nối thành công mà FC Barcelona có được vào những năm 1990 dưới thời Johan Cruyff khi thống trị La Liga. Mặc dù Real Madrid đã nổi bật, nhưng Barcelona đã tạo ra một quyền bá chủ ở Tây Ban Nha chưa từng thấy kể từ Real Madrid của những năm 1960–70. Kể từ đầu thế kỷ mới, Barcelona đã giành được 10 La Liga, trong đó có hai cú ăn ba và bốn cú đúp. Tuy nhiên, thế kỷ mới này cũng chứng kiến những kẻ thách thức mới lên ngôi vô địch. Trong khoảng thời gian từ 1999–2000 đến 2004, Deportivo La Coruña đã 5 lần lọt vào top 3, thành tích tốt hơn cả Real Madrid hoặc Barcelona, và vào năm 2000, dưới thời Javier Irureta, Deportivo trở thành đội thứ 9 lên ngôi vô địch. Valencia là một trong những đội mạnh nhất châu Âu từ đầu đến giữa những năm 2000; họ đã lên ngôi vô địch La Liga vào năm 2002 và 2004 dưới thời Rafael Benítez, đồng thời là á quân tại UEFA Champions League năm 2000 và 2001 dưới thời Hector Cuper và giành Cúp UEFA năm 2004 và Copa del Rey năm 1999.
Real Madrid đã giành chức vô địch Liga đầu tiên của thế kỷ vào năm 2001 và 2003. Với những cầu thủ đẳng cấp thế giới như Raúl, Ruud van Nistelrooy và Gonzalo Higuaín, Real Madrid đã liên tiếp giành chức vô địch La Liga vào các năm 2006–07 và 2007–08. FC Barcelona đã giành được danh hiệu đầu tiên của thế kỷ mới sau khi Real Madrid và Valencia chia sẻ bốn danh hiệu gần nhất dưới sự xuất sắc của Ronaldinho và Samuel Eto'o trong mùa giải 2004–05. Barcelona đã giữ được danh hiệu này để giành chiến thắng liên tiếp trong mùa giải 2005–06.

### Thập niên 2010: Barcelona, Real Madrid và Atletico
Trong năm 2009–10, Real Madrid đạt kỷ lục 96 điểm nhưng vẫn xếp sau Barcelona, đội đã tích lũy được 99 điểm. Barcelona sau đó đã giành chức vô địch La Liga thứ ba liên tiếp trong mùa giải 2010–11 với 96 điểm so với 92 của Real, nhưng Real Madrid đã kết thúc chuỗi trận toàn thắng của họ ở mùa giải 2011–12 dưới sự dẫn dắt của José Mourinho và với những cầu thủ như Cristiano Ronaldo, Ángel Di María, Mesut Özil và Karim Benzema. Madrid đã giành chức vô địch La Liga lần thứ 32 với kỷ lục 100 điểm, kỷ lục 121 bàn thắng ghi được và hiệu số bàn thắng bại kỷ lục +89. Một năm sau, ở mùa giải 2012–13, Barcelona giành thêm một chức vô địch La Liga dưới thời huấn luyện viên Tito Vilanova, lặp lại kỷ lục 100 điểm mà Real Madrid đạt được năm trước. Atlético Madrid, dưới sự dẫn dắt của Diego Simeone, đã giành chức vô địch La Liga lần thứ mười trong mùa giải 2013–14, lần đầu tiên kể từ năm 1996. Họ trở thành đội đầu tiên kể từ Valencia năm 2004 vô địch La Liga và phá vỡ sự thống trị của Barcelona và Real Madrid trong giải đấu. Trong mùa giải 2014–15, dưới sự dẫn dắt của bộ ba Messi, Neymar, và Suárez có biệt danh là 'MSN', Barcelona đã làm nên lịch sử khi trở thành đội đầu tiên giành được cú ăn ba thứ hai và giành cú đúp Liga/Copa Del Rey lần thứ sáu. Barcelona tiếp tục sự thống trị của họ, và trong mùa giải 2015–16, họ đã giành được cú đúp Liga/Copa Del Rey liên tiếp, điều chưa từng đạt được kể từ những năm 1950. Real Madrid đã mang về chức vô địch La Liga dưới sự dẫn dắt của Zinédine Zidane trong mùa giải 2016–17, nhưng Barcelona đã giành được danh hiệu này một lần nữa trong mùa giải 2017–18, cũng như giành cú đúp thứ tám, cho 7 danh hiệu La Liga trong 10 năm. Barcelona đã giành được danh hiệu này một lần nữa và giành chức vô địch La Liga thứ 26 trong mùa giải 2018–19, với 8 chức vô địch La Liga sau 11 năm. Real Madrid giành lại chức vô địch mùa giải 2019–20 sau khi giành chiến thắng trong mùa giải bị gián đoạn nghiêm trọng bởi đại dịch COVID-19.

### Thập niên 2020: Hiện nay
Mùa giải 2020–21 bắt đầu vào ngày 12 tháng 9 và Atlético Madrid vô địch, Real Madrid là á quân. Vào tháng 8 năm 2021, các câu lạc bộ La Liga đã chấp thuận thỏa thuận trị giá 2,7 tỷ euro để bán 10% cổ phần của giải đấu cho CVC Capital Partners. Mùa giải 2021–22 đã được Real Madrid giành chức vô địch sớm bốn vòng đấu, trong khi mùa giải 2022–23 đã chứng kiến Barcelona giành ngôi vương trước bốn trận đấu.
Vào năm 2023, La Liga đã đổi thương hiệu với logo mới và nhà tài trợ mới. EA (Electronic Arts) đã thay thế gã khổng lồ dịch vụ tài chính Tây Ban Nha Santander, nhà tài trợ chính của giải đấu trong bảy năm. LaLiga EA Sports và LaLiga Hypermotion là tên của các hạng đấu Primera và Segunda, bắt đầu từ mùa giải 2023–24 và trong bốn mùa giải tiếp theo. Sau thảm họa lũ quét tấn công Tây Ban Nha vào cuối tháng 10, cướp đi sinh mạng của hơn 200 người, giải đấu Tây Ban Nha đã hoãn tất cả các trận đấu dự kiến diễn ra tại khu vực Valencia vào thứ năm. Các trận đấu diễn ra sau trận lũ đã bắt đầu bằng một phút mặc niệm.
Vào tháng 12 năm 2024, La Liga đã nhận được lệnh của tòa án cho phép họ buộc các nhà cung cấp dịch vụ internet chặn quyền truy cập vào các địa chỉ IP thuộc về Cloudflare trong Tây Ban Nha nhằm mục đích chặn các trang web vi phạm bản quyền đang sử dụng dịch vụ của CloudFlare. Vào tháng 2 năm 2025, lệnh này đã được thực hiện, gây ra các vấn đề truy cập vào các trang web và dịch vụ không liên quan đến các mối lo ngại về vi phạm bản quyền trong Tây Ban Nha. Một số đội bóng đá như Valencia và Girona, cũng như nền tảng phát trực tuyến Movistar Plus+ đã bị ảnh hưởng bởi lệnh chặn. Sau đó, Cloudflare và nhóm an ninh mạng RootedCon đã đệ đơn kiện riêng biệt để hủy bỏ lệnh này, nhưng Tòa án thương mại số 6 tại Barcelona đã bác bỏ các khiếu nại vào tháng 3, "tuyên bố rằng không có bằng chứng nào được đưa ra để chứng minh việc chặn gây ra bất kỳ thiệt hại nào". Các nhà phát triển phần mềm đã tạo ra các công cụ để ứng phó với lệnh chặn nhằm đảm bảo các trang web và dịch vụ hợp pháp vẫn có thể được truy cập trong thời gian địa chỉ IP của các trang web vi phạm bản quyền bị chặn tại Tây Ban Nha.

## Các câu lạc bộ
Tổng cộng có 20 đội tham gia giải đấu 2024–25, bao gồm 17 đội từ mùa giải 2023–24 và 3 đội thăng hạng từ Segunda División 2023–24 (gồm hai đội đứng đầu Segunda División và một đội thắng play-off).
| Thăng hạng từ Segunda División 2023–24 | Xuống hạng từ La Liga 2023–24 |
| -------------------------------------- | ----------------------------- |
| Real Valladolid Leganés Espanyol       | Almería Granada Cádiz         |

### Sân vận động và địa điểm
| Đội             | Địa điểm              | Mùa giải 2023–24                                 | Mùa giải đầu tiên ở Primera División | Số mùa Primera División | Mùa đầu tiên của giai đoạn hiện tại | Số mùa giải của giai đoạn hiện tại | Số danh hiệu Primera División | Danh hiệu gần nhất |
| --------------- | --------------------- | ------------------------------------------------ | ------------------------------------ | ----------------------- | ----------------------------------- | ---------------------------------- | ----------------------------- | ------------------ |
| Alavés          | Vitoria-Gasteiz       | thứ 10                                           | 1930–31                              | 18                      | 2023–24                             | 2                                  | 0                             | –                  |
| Athletic Bilbao | Bilbao                | thứ 5                                            | 1929                                 | 94                      | 1929                                | 94                                 | 8                             | 1983–84            |
| Atlético Madrid | Madrid                | thứ 4                                            | 1929                                 | 88                      | 2002–03                             | 23                                 | 11                            | 2020–21            |
| Barcelona       | Barcelona             | Á quân                                           | 1929                                 | 94                      | 1929                                | 94                                 | 27                            | 2022–23            |
| Celta Vigo      | Vigo                  | thứ 13                                           | 1939–40                              | 59                      | 2012–13                             | 13                                 | 0                             | –                  |
| Espanyol        | Cornellà de Llobregat | thứ 4 Segunda División (thăng hạng qua play-off) | 1929                                 | 88                      | 2024–25                             | 1                                  | 0                             | –                  |
| Getafe          | Getafe                | thứ 12                                           | 2004–05                              | 20                      | 2017–18                             | 8                                  | 0                             | –                  |
| Girona          | Girona                | thứ 3                                            | 2017–18                              | 5                       | 2022–23                             | 3                                  | 0                             | –                  |
| Las Palmas      | Las Palmas            | thứ 16                                           | 1951–52                              | 36                      | 2023–24                             | 2                                  | 0                             | –                  |
| Leganés         | Leganés               | Vô địch Segunda División (thăng hạng)            | 2016–17                              | 5                       | 2024–25                             | 1                                  | 0                             | –                  |
| Mallorca        | Palma                 | thứ 15                                           | 1960–61                              | 32                      | 2021–22                             | 4                                  | 0                             | –                  |
| Osasuna         | Pamplona              | thứ 11                                           | 1935–36                              | 42                      | 2019–20                             | 6                                  | 0                             | –                  |
| Rayo Vallecano  | Madrid                | thứ 17                                           | 1977–78                              | 22                      | 2021–22                             | 4                                  | 0                             | –                  |
| Real Betis      | Seville               | thứ 7                                            | 1932–33                              | 59                      | 2015–16                             | 10                                 | 1                             | 1934–35            |
| Real Madrid     | Madrid                | Vô địch                                          | 1929                                 | 94                      | 1929                                | 94                                 | 36                            | 2023–24            |
| Real Sociedad   | San Sebastián         | thứ 6                                            | 1929                                 | 78                      | 2010–11                             | 15                                 | 2                             | 1981–82            |
| Sevilla         | Seville               | thứ 14                                           | 1934–35                              | 80                      | 2001–02                             | 24                                 | 1                             | 1945–46            |
| Valencia        | Valencia              | thứ 9                                            | 1931–32                              | 90                      | 1987–88                             | 37                                 | 6                             | 2003–04            |
| Real Valladolid | Valladolid            | Á quân Segunda División (thăng hạng)             | 1948–49                              | 47                      | 2024–25                             | 1                                  | 0                             | –                  |
| Villarreal      | Villarreal            | thứ 8                                            | 1998–99                              | 25                      | 2013–14                             | 12                                 | 0                             | –                  |

## Các câu lạc bộ La Liga tại châu Âu

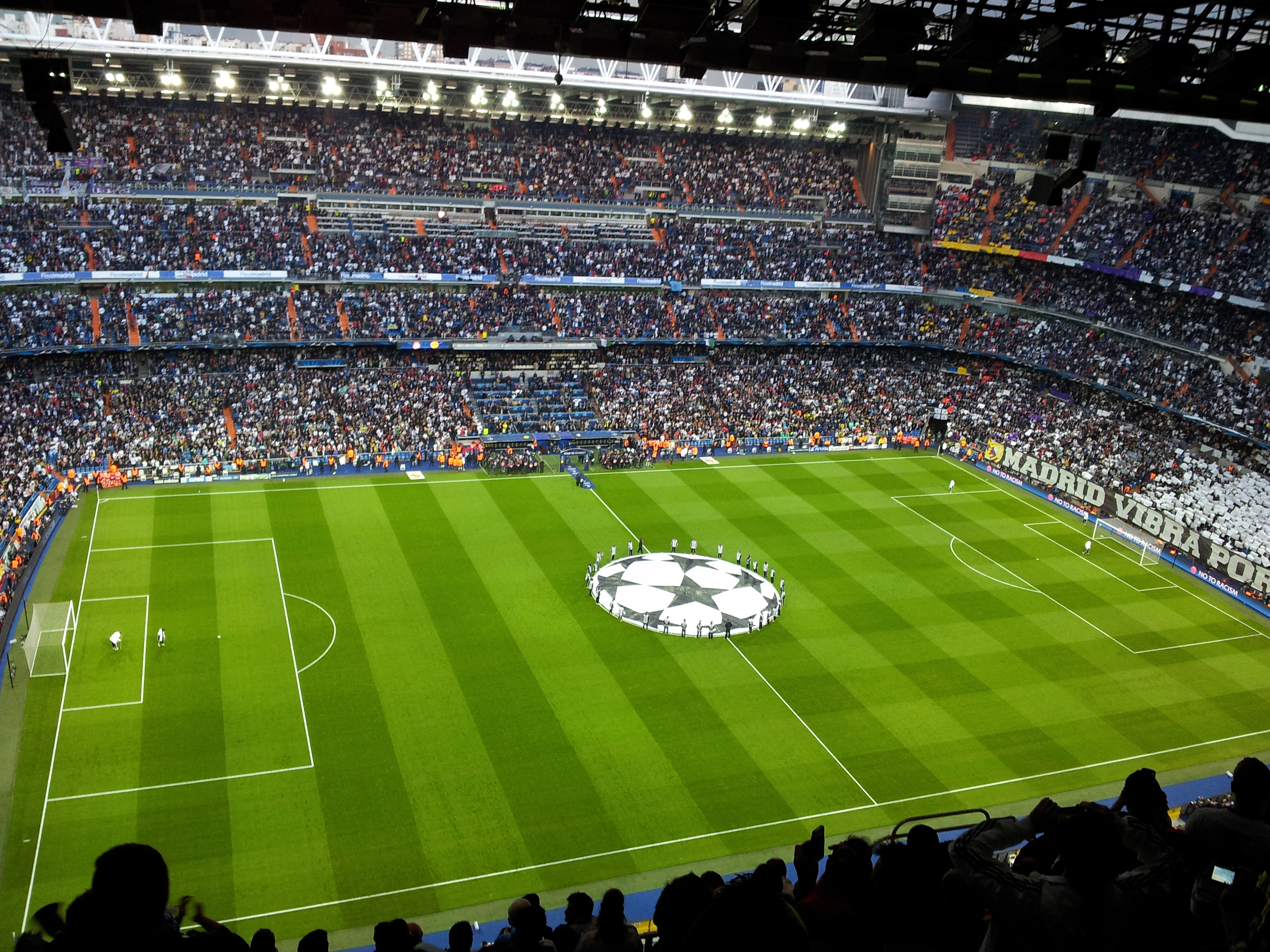
Real Madrid đối đầu Borussia Dortmund tại bán kết UEFA Champions League 2012–13

Primera División hiện đang đứng thứ ba trong bảng xếp hạng của UEFA các giải đấu châu Âu dựa trên thành tích của họ tại các giải đấu châu Âu trong khoảng thời gian 5 năm, sau Premier League của Anh và Serie A của Ý, nhưng xếp trên Bundesliga của Đức và Ligue 1 của Pháp.
Real Madrid, Barcelona và Atlético Madrid nằm trong top 10 câu lạc bộ thành công nhất của bóng đá châu Âu về tổng số danh hiệu châu Âu. Ba câu lạc bộ này, cùng với Sevilla và Valencia, là những câu lạc bộ Tây Ban Nha duy nhất đã giành được năm danh hiệu quốc tế trở lên. Deportivo La Coruña là đội bóng Tây Ban Nha tham dự Champions League nhiều thứ năm cùng với Sevilla — sau Real Madrid, Barcelona, Valencia và Atlético Madrid — với năm lần tham dự Champions League liên tiếp, trong đó có một lần vào bán kết mùa giải 2003–04.
Trong mùa giải châu Âu 2005–06, La Liga trở thành giải đấu đầu tiên có các câu lạc bộ vô địch cả Champions League và UEFA Cup kể từ năm 1997, khi Barcelona vô địch UEFA Champions League và Sevilla vô địch UEFA Cup. Kỳ tích này được lặp lại bốn lần trong năm mùa giải: trong mùa giải 2013–14, Real Madrid giành chức vô địch Champions League lần thứ mười và Sevilla giành chức vô địch Europa League lần thứ ba, trong mùa giải 2014–15, Barcelona giành chức vô địch Champions League lần thứ năm và Sevilla giành chức vô địch Europa League lần thứ tư, trong mùa giải 2015–16, Real Madrid đã giành chức vô địch Champions League lần thứ 11 và Sevilla giành chức vô địch Europa League lần thứ 5 (trở thành đội đầu tiên giành chức vô địch ba lần liên tiếp), và trong mùa giải 2017–18, Real Madrid đã giành chức vô địch Champions League lần thứ 13 và Atlético Madrid đã giành chức vô địch Europa League lần thứ ba.
Năm 2015, La Liga trở thành giải đấu đầu tiên có 5 đội góp mặt ở vòng bảng Champions League, với Barcelona, Real Madrid, Atlético Madrid và Valencia đủ điều kiện thông qua vị trí trong giải đấu của họ và Sevilla đủ điều kiện nhờ chiến thắng tại Europa League, nhờ sự giúp đỡ của một sự thay đổi quy tắc.

## Các nhà vô địch

### Hiệu suất theo câu lạc bộ
| Hạng | CLB                 | Vô địch | Á quân | Năm vô địch |
| ---- | ------------------- | ------- | ------ | --- |
| 1    | Real Madrid         | 36      | 26     | 1931–32, 1932–33, 1953–54, 1954–55, 1956–57, 1957–58, 1960–61, 1961–62, 1962–63, 1963–64, 1964–65, 1966–67, 1967–68, 1968–69, 1971–72, 1974–75, 1975–76, 1977–78, 1978–79, 1979–80, 1985–86, 1986–87, 1987–88, 1988–89, 1989–90, 1994–95, 1996–97, 2000–01, 2002–03, 2006–07, 2007–08, 2011–12, 2016–17, 2019–20, 2021–22, 2023–24 |
| 2    | Barcelona           | 28      | 28     | 1929, 1944–45, 1947–48, 1948–49, 1951–52, 1952–53, 1958–59, 1959–60, 1973–74, 1984–85, 1990–91, 1991–92, 1992–93, 1993–94, 1997–98, 1998–99, 2004–05, 2005–06, 2008–09, 2009–10, 2010–11, 2012–13, 2014–15, 2015–16, 2017–18, 2018–19, 2022–23, 2024–25                                                                            |
| 3    | Atlético Madrid     | 11      | 10     | 1939–40, 1940–41, 1949–50, 1950–51, 1965–66, 1969–70, 1972–73, 1976–77, 1995–96, 2013–14, 2020–21 |
| 4    | Athletic Bilbao     | 8       | 7      | 1929–30, 1930–31, 1933–34, 1935–36, 1942–43, 1955–56, 1982–83, 1983–84 |
| 5    | Valencia            | 6       | 6      | 1941–42, 1943–44, 1946–47, 1970–71, 2001–02, 2003–04 |
| 6    | Real Sociedad       | 2       | 3      | 1980–81, 1981–82 |
| 7    | Deportivo La Coruña | 1       | 5      | 1999–2000 |
| 7    | Sevilla             | 1       | 4      | 1945–46 |
| 7    | Real Betis          | 1       | 0      | 1934–35 |

## Cầu thủ

### Tính đủ điều kiện của cầu thủ ngoài EU
Tại La Liga năm 2020, mỗi câu lạc bộ được phép có 5 cầu thủ không thuộc EU nhưng chỉ được phép điền tên 3 cầu thủ không thuộc EU vào đội hình mỗi ngày thi đấu.
Người chơi có thể yêu cầu quyền công dân từ quốc gia mà tổ tiên họ đến. Nếu một cầu thủ không có nguồn gốc châu Âu, anh ta có thể xin quốc tịch Tây Ban Nha sau khi chơi ở Tây Ban Nha trong 5 năm. Đôi khi, điều này có thể dẫn đến tình trạng ba quốc tịch; ví dụ, Leo Franco, người sinh ra ở Argentina, là người gốc Ý nhưng vẫn có thể xin hộ chiếu Tây Ban Nha, đã chơi ở La Liga hơn 5 năm.
Ngoài ra, người chơi từ các quốc gia ACP—các quốc gia ở Châu Phi, Ca-ri-bê và Thái Bình Dương là các bên ký kết Thỏa thuận Cotonou—không được tính vào hạn ngạch ngoài EU do phán quyết của Kolpak.

### Giải thưởng cá nhân
Cho đến mùa giải 2008–09, không có giải thưởng cá nhân chính thức nào tồn tại ở La Liga. Trong mùa giải 2008–09, cơ quan quản lý đã tạo ra Giải thưởng LFP (nay được gọi là Giải thưởng La Liga), được trao mỗi mùa giải cho từng cầu thủ và huấn luyện viên. Phần lớn các giải thưởng này đã bị ngừng sau mùa giải 2015–16. Các phần thưởng bổ sung liên quan đến La Liga được phân phối, một số phần thưởng không được Liga de Futbol Profesional hoặc RFEF chấp nhận và do đó không được coi là chính thức. Đáng chú ý nhất trong số này là bốn giải thưởng do tờ báo thể thao lớn nhất Tây Ban Nha, Marca trao tặng, cụ thể là Pichichi Trophy, được trao cho cầu thủ ghi bàn hàng đầu của mùa giải; Cúp Ricardo Zamora, dành cho thủ môn có số bàn thua mỗi trận ít nhất (tối thiểu 28 trận); Alfredo Di Stéfano Trophy, dành cho cầu thủ được đánh giá là cầu thủ xuất sắc nhất toàn giải; và Zarra Trophy, dành cho cầu thủ ghi nhiều bàn thắng nhất trong số các cầu thủ nội địa Tây Ban Nha.
Kể từ mùa giải 2013–14, La Liga cũng đã trao giải thưởng cho huấn luyện viên của tháng và cầu thủ của tháng.

### Chuyển nhượng
Cầu thủ La Liga đầu tiên tham gia vào vụ chuyển nhượng phá kỷ lục thế giới là Luis Suárez vào năm 1961, người chuyển từ Barcelona sang Inter Milan với giá 152.000 bảng (3,6 triệu bảng vào năm 2021). 12 năm sau, Johan Cruyff là cầu thủ đầu tiên gia nhập một câu lạc bộ ở La Liga với mức phí kỷ lục 922.000 bảng (11,9 triệu bảng vào năm 2021), khi anh chuyển từ Ajax sang Barcelona. Năm 1982, Barcelona một lần nữa lập kỷ lục khi ký hợp đồng với Diego Maradona từ Boca Juniors với giá 5 triệu bảng (19 triệu bảng vào năm 2021). Real Betis lập kỷ lục thế giới vào năm 1998 khi họ ký hợp đồng với Denilson từ São Paulo với giá 21,5 triệu bảng (40,2 triệu bảng vào năm 2021).
Bốn trong số sáu kỷ lục chuyển nhượng thế giới gần đây nhất đã được thiết lập bởi Real Madrid, ký hợp đồng với Luís Figo, Zinedine Zidane, Cristiano Ronaldo (cộng với một thỏa thuận cho Kaká vài ngày trước Ronaldo, chỉ dưới một kỷ lục thế giới do cách tính phí) và cuối cùng là Gareth Bale, người được mua vào năm 2013 với giá 85,3 triệu bảng (103,4 triệu euro hay 140 triệu đô la vào thời điểm đó; 104 triệu bảng vào năm 2021) từ Tottenham Hotspur.
Tiền đạo người Brasil Neymar là đối tượng của một thỏa thuận chuyển nhượng phức tạp và tốn kém khi anh gia nhập Barcelona từ Santos vào năm 2013, và vụ chuyển nhượng sắp tới của anh đến Paris Saint-Germain vào năm 2017 đã lập kỷ lục thế giới mới với mức phí chuyển nhượng 222 triệu euro thông qua điều khoản mua lại. Barcelona đã sớm đầu tư một số tiền lớn nhận được từ vụ chuyển nhượng này để thay thế Ousmane Dembélé, người có hợp đồng – 105 triệu euro – đắt thứ hai từ trước đến khi vụ chuyển nhượng của Philippe Coutinho đến Barcelona với giá 142 triệu euro vào tháng 1 năm 2018.

## Kỷ lục cầu thủ

### Thi đấu nhiều nhất
Tính đến  ngày 3 tháng 5 năm 2025
In đậm chỉ cầu thủ vẫn đang thi đấu tại La Liga. In nghiêng chỉ cầu thủ vẫn đang thi đấu bên ngoài La Liga.
| Hạng | Cầu thủ            | (Các) câu lạc bộ                                   | Giai đoạn           | Trận | Bàn |
| ---- | ------------------ | -------------------------------------------------- | ------------------- | ---- | --- |
| 1    | Andoni Zubizarreta | Athletic Bilbao, Barcelona, Valencia               | 1981–1998           | 622  | 0   |
| 1    | Joaquín            | Real Betis, Valencia, Málaga                       | 2001–2013 2015–2023 | 622  | 76  |
| 3    | Raúl García        | Osasuna, Atlético Madrid, Athletic Bilbao          | 2004–2024           | 609  | 112 |
| 4    | Raúl               | Real Madrid                                        | 1994–2010           | 550  | 228 |
| 5    | Eusebio Sacristán  | Valladolid, Atlético Madrid, Barcelona, Celta Vigo | 1983–2002           | 543  | 36  |
| 6    | Paco Buyo          | Sevilla, Real Madrid                               | 1980–1997           | 542  | 0   |
| 7    | Sergio Ramos       | Sevilla, Real Madrid                               | 2003–2021 2023–2024 | 536  | 77  |
| 8    | Antoine Griezmann  | Real Sociedad, Atlético Madrid, Barcelona          | 2010–               | 526  | 198 |
| 9    | Manolo Sanchís     | Real Madrid                                        | 1983–2001           | 523  | 33  |
| 10   | Dani Parejo        | Real Madrid, Getafe, Valencia, Villarreal          | 2008–               | 522  | 77  |

### Ghi bàn nhiều nhất
In nghiêng chỉ cầu thủ vẫn đang thi đấu bên ngoài La Liga.
| Hạng | Cầu thủ             | Các câu lạc bộ                               | Thời gian thi đấu | Bàn thắng | Trận | Hiệu suất |
| ---- | ------------------- | -------------------------------------------- | ----------------- | --------- | ---- | --------- |
| 1    | Lionel Messi        | Barcelona                                    | 2004–2021         | 474       | 520  | 0,91      |
| 2    | Cristiano Ronaldo   | Real Madrid                                  | 2009–2018         | 311       | 292  | 1,07      |
| 3    | Telmo Zarra†        | Athletic Bilbao                              | 1940–1955         | 251       | 278  | 0,9       |
| 4    | Karim Benzema       | Real Madrid                                  | 2009–2023         | 238       | 439  | 0,54      |
| 5    | Hugo Sánchez        | Atlético Madrid, Real Madrid, Rayo Vallecano | 1981–1994         | 234       | 347  | 0,67      |
| 6    | Raúl                | Real Madrid                                  | 1994–2010         | 228       | 550  | 0,41      |
| 7    | Alfredo Di Stéfano† | Real Madrid, Espanyol                        | 1953–1966         | 227       | 329  | 0,69      |
| 8    | César Rodríguez†    | Granada, Barcelona, Cultural Leonesa, Elche  | 1939–1955         | 221       | 353  | 0,63      |
| 9    | Quini†              | Sporting Gijón, Barcelona                    | 1970–1987         | 219       | 448  | 0,49      |
| 10   | Pahiño†             | Celta Vigo, Real Madrid, Deportivo La Coruña | 1943–1956         | 210       | 278  | 0,76      |

## Các nhà tài trợ
- EA Sports
- Puma
- Microsoft
- Mahou-San Miguel Group
- Sorare
- BKT Tyres
- Visit Saudi
- LaLiga Golazos (Dapper Labs)
- Gol-Ball
- El Corte Inglés
- Allianz
- Burger King
- Panini Group
- Nissan
- Nissin Foods
- vivo
- Solán de Cabras
- Legends The Home of Football
- Avery Dennison
- GreenPark Sports
- Fanatics
- Riyadh Season

### Tên gọi giải đấu theo tài trợ
- Liga BBVA (2008–2016)
- LaLiga Santander (2016–2023)
- LaLiga EA Sports (2023–)[57]